# Ван Керкхове, Мария
Мария Д. Ван Керкхове (англ. Maria Van Kerkhove; род. 20.02.1977, США) — американский эпидемиолог- инфекционист. Специализируется на болезнетворных микроорганизмах с высокой степенью угрозы, а также на новых инфекционных заболеваниях. Она работает в Программе чрезвычайных ситуаций в области здравоохранения Всемирной организации здравоохранения (ВОЗ). Является техническим руководителем по реагированию на COVID-19 и руководителем подразделения по новым болезням и зоонозу в ВОЗ.

## Ранняя жизнь и образование
Ван Керкхове родилась 20 февраля 1977 года в США и выросла в Нью-Хартфорде, штат Нью-Йорк. В 1999 году она получила степень бакалавра биологических наук в Корнелльском университете. В 2000 году она получила степень магистра в области эпидемиологии в Медицинской школе Стэнфордского университета. В 2009 году она получила степень доктора философии в области эпидемиологии инфекционных заболеваний в Лондонской школе гигиены и тропической медицины, где она написала диссертацию по птичьему гриппу в Камбодже.

## Карьера
С 2006 по 2008 год Ван Керкхове работала в Институте Пастера в Камбодже эпидемиологом. Была главой Целевой группы по расследованию вспышек, проводя полевые исследования вокруг зоонозов, респираторных вирусов и возникающих / вновь возникающих вирусов, таких как Эбола и Марбург. Она специализировалась на полевых исследованиях, для сбора данных о высокопатогенном птичьем гриппе H5N1 (HPAI / H5N1) с акцентом на риск передачи от домашней птицы к человеку.
С 2009 по 2015 год Ван Керхове работала в Имперском колледже Лондона в качестве старшего научного сотрудника Центра медицинских исследований Совета по анализу и моделированию вспышек заболеваний. Она специализировалась на Эболе, гриппе, менингите, MERS-CoV и желтой лихорадке. С апреля 2009 года работает в качестве технического консультанта Всемирной организации здравоохранения (ВОЗ) в кластере глобального потенциала, оповещения и реагирования. В 2013 году она была техническим консультантом ВОЗ в качестве члена целевой группы MERS-CoV.
Ван Керкхове была почетным лектором в Имперском колледже Лондона с 2015 года. С марта 2017 года она является научным руководителем технического отдела MERS-CoV в ВОЗ в Женеве, Швейцария. В рамках своей работы с ВОЗ Ван Керкхове выступает на регулярных пресс-конференциях ВОЗ, посвященных пандемии COVID-19 в 2019—2020 гг. Ван Керкхове дала ответы на распространенные вопросы о пандемии. Она провела две недели в Китае, чтобы лучше понять вспышку COVID-19, чтобы детально разобраться, как Китай пытается контролировать вирус.

## Личная жизнь
Ван Керкхове живет в Женеве, Швейцария, с мужем и двумя сыновьями.

## Избранные публикации
- Van Kerkhove, Maria D. H5N1/Highly Pathogenic Avian Influenza in Cambodia: Evaluating poultry movement and the extent of interaction between poultry and humans (англ.) // PHD Thesis : journal. — University of London: London School of Hygiene & Tropical Medicine, 2009. — doi:10.17037/PUBS.00682389. Архивировано из оригинала 13 апреля 2020 года.
- WHO Ebola Response Team. Ebola Virus Disease among Male and Female Persons in West Africa (англ.) // The New England Journal of Medicine : journal. — 2016. — 7 January (vol. 374, no. 1). — P. 96—8. — doi:10.1056/NEJMc1510305. — PMID 26736011.
- Aguanno, Ryan. MERS: Progress on the global response, remaining challenges and the way forward (англ.) // Antiviral Research[англ.] : journal. — 2018. — November (vol. 159). — P. 35—44. — doi:10.1016/j.antiviral.2018.09.002. — PMID 30236531.
- Bernard-Stoecklin, Sibylle. Comparative Analysis of Eleven Healthcare-Associated Outbreaks of Middle East Respiratory Syndrome Coronavirus (Mers-Cov) from 2015 to 2017 (англ.) // Scientific Reports[англ.] : journal. — 2019. — 14 May (vol. 9, no. 1). — P. 7385. — doi:10.1038/s41598-019-43586-9. — Bibcode: 2019NatSR...9.7385B. — PMID 31089148.
- Farag, Elmoubasher. Qatar experience on One Health approach for middle-east respiratory syndrome coronavirus, 2012–2017: A viewpoint (англ.) // One Health : journal. — 2019. — June (vol. 7). — P. 100090. — doi:10.1016/j.onehlt.2019.100090. — PMID 31011617.
- Ramshaw, Rebecca E. A database of geopositioned Middle East Respiratory Syndrome Coronavirus occurrences (англ.) // Scientific Data : journal. — 2019. — 13 December (vol. 6, no. 1). — P. 318. — doi:10.1038/s41597-019-0330-0. — Bibcode: 2019NatSD...6..318R. — PMID 31836720.
- Memish, Ziad A. Middle East respiratory syndrome (англ.) // The Lancet : journal. — Elsevier, 2020. — March (vol. 395, no. 10229). — P. 1063—1077. — doi:10.1016/S0140-6736(19)33221-0. — PMID 32145185.
- Elkholy, Amgad A. MERS-CoV infection among healthcare workers and risk factors for death: Retrospective analysis of all laboratory-confirmed cases reported to WHO from 2012 to 2 June 2018 (англ.) // Journal of Infection and Public Health : journal. — 2020. — March (vol. 13, no. 3). — P. 418—422. — doi:10.1016/j.jiph.2019.04.011. — PMID 31056437.